# Selección de fútbol sub-17 de Indonesia
La Selección de fútbol sub-17 de Indonesia es el equipo que representa al país en el Mundial Sub-17, en el Campeonato Sub-16 de la AFC y en el Campeonato Sub-16 de la AFF; y es controlado por la Asociación de Fútbol de Indonesia.

## Participaciones

### Mundial Sub-17
| FIFA U-17 World Cup | FIFA U-17 World Cup | FIFA U-17 World Cup | FIFA U-17 World Cup | FIFA U-17 World Cup | FIFA U-17 World Cup | FIFA U-17 World Cup | FIFA U-17 World Cup |
| Año                 | Ronda               | J                   | G                   | E                   | P                   | GF                  | GC                  |
| ------------------- | ------------------- | ------------------- | ------------------- | ------------------- | ------------------- | ------------------- | ------------------- |
| 1985                | No clasificó        | No clasificó        | No clasificó        | No clasificó        | No clasificó        | No clasificó        | No clasificó        |
| 1987                | No clasificó        | No clasificó        | No clasificó        | No clasificó        | No clasificó        | No clasificó        | No clasificó        |
| 1989                | No clasificó        | No clasificó        | No clasificó        | No clasificó        | No clasificó        | No clasificó        | No clasificó        |
| 1991                | No clasificó        | No clasificó        | No clasificó        | No clasificó        | No clasificó        | No clasificó        | No clasificó        |
| 1993                | No clasificó        | No clasificó        | No clasificó        | No clasificó        | No clasificó        | No clasificó        | No clasificó        |
| 1995                | No clasificó        | No clasificó        | No clasificó        | No clasificó        | No clasificó        | No clasificó        | No clasificó        |
| 1997                | No clasificó        | No clasificó        | No clasificó        | No clasificó        | No clasificó        | No clasificó        | No clasificó        |
| 1999                | No clasificó        | No clasificó        | No clasificó        | No clasificó        | No clasificó        | No clasificó        | No clasificó        |
| 2001                | No clasificó        | No clasificó        | No clasificó        | No clasificó        | No clasificó        | No clasificó        | No clasificó        |
| 2003                | No clasificó        | No clasificó        | No clasificó        | No clasificó        | No clasificó        | No clasificó        | No clasificó        |
| 2005                | No clasificó        | No clasificó        | No clasificó        | No clasificó        | No clasificó        | No clasificó        | No clasificó        |
| 2007                | No clasificó        | No clasificó        | No clasificó        | No clasificó        | No clasificó        | No clasificó        | No clasificó        |
| 2009                | No clasificó        | No clasificó        | No clasificó        | No clasificó        | No clasificó        | No clasificó        | No clasificó        |
| 2011                | No clasificó        | No clasificó        | No clasificó        | No clasificó        | No clasificó        | No clasificó        | No clasificó        |
| 2013                | No clasificó        | No clasificó        | No clasificó        | No clasificó        | No clasificó        | No clasificó        | No clasificó        |
| 2015                | No clasificó        | No clasificó        | No clasificó        | No clasificó        | No clasificó        | No clasificó        | No clasificó        |
| 2017                | Suspendido          | Suspendido          | Suspendido          | Suspendido          | Suspendido          | Suspendido          | Suspendido          |
| 2019                | No clasificó        | No clasificó        | No clasificó        | No clasificó        | No clasificó        | No clasificó        | No clasificó        |
| 2023                | Fase de grupos      | 3                   | 0                   | 2                   | 1                   | 3                   | 5                   |
| Total               | 1/19                | 3                   | 0                   | 2                   | 1                   | 3                   | 5                   |

### Campeonato Sub-17 de la AFC
| AFC U-16 Championship | AFC U-16 Championship | AFC U-16 Championship | AFC U-16 Championship | AFC U-16 Championship | AFC U-16 Championship | AFC U-16 Championship | AFC U-16 Championship |
| Año                   | Ronda                 | J                     | G                     | E                     | P                     | GF                    | GC                    |
| --------------------- | --------------------- | --------------------- | --------------------- | --------------------- | --------------------- | --------------------- | --------------------- |
| 1985                  | Abandonó el torneo    | Abandonó el torneo    | Abandonó el torneo    | Abandonó el torneo    | Abandonó el torneo    | Abandonó el torneo    | Abandonó el torneo    |
| 1986                  | Fase de grupos        | 3                     | 0                     | 0                     | 3                     | 2                     | 8                     |
| 1988                  | Fase de grupos        | 4                     | 0                     | 1                     | 3                     | 3                     | 15                    |
| 1990                  | 4º Lugar              | 4                     | 0                     | 2                     | 2                     | 1                     | 8                     |
| 1992                  | No clasificó          | No clasificó          | No clasificó          | No clasificó          | No clasificó          | No clasificó          | No clasificó          |
| 1994                  | No clasificó          | No clasificó          | No clasificó          | No clasificó          | No clasificó          | No clasificó          | No clasificó          |
| 1996                  | No clasificó          | No clasificó          | No clasificó          | No clasificó          | No clasificó          | No clasificó          | No clasificó          |
| 1998                  | No clasificó          | No clasificó          | No clasificó          | No clasificó          | No clasificó          | No clasificó          | No clasificó          |
| 2000                  | No clasificó          | No clasificó          | No clasificó          | No clasificó          | No clasificó          | No clasificó          | No clasificó          |
| 2002                  | No clasificó          | No clasificó          | No clasificó          | No clasificó          | No clasificó          | No clasificó          | No clasificó          |
| 2004                  | No clasificó          | No clasificó          | No clasificó          | No clasificó          | No clasificó          | No clasificó          | No clasificó          |
| 2006                  | No participó          | No participó          | No participó          | No participó          | No participó          | No participó          | No participó          |
| 2008                  | Fase de grupos        | 3                     | 0                     | 0                     | 3                     | 1                     | 12                    |
| 2010                  | Fase de grupos        | 3                     | 1                     | 0                     | 2                     | 4                     | 5                     |
| 2012                  | No clasificó          | No clasificó          | No clasificó          | No clasificó          | No clasificó          | No clasificó          | No clasificó          |
| 2014                  | No clasificó          | No clasificó          | No clasificó          | No clasificó          | No clasificó          | No clasificó          | No clasificó          |
| 2016                  | Descalificado         | Descalificado         | Descalificado         | Descalificado         | Descalificado         | Descalificado         | Descalificado         |
| 2018                  | Cuartos de final      | 4                     | 1                     | 2                     | 1                     | 5                     | 4                     |
| 2023                  | No clasificó          | No clasificó          | No clasificó          | No clasificó          | No clasificó          | No clasificó          | No clasificó          |
| Total                 | 6/19                  | 21                    | 2                     | 5                     | 14                    | 16                    | 52                    |

### Campeonato Sub-16 de la AFF
| AFF U-16 Youth Championship | AFF U-16 Youth Championship | AFF U-16 Youth Championship | AFF U-16 Youth Championship | AFF U-16 Youth Championship | AFF U-16 Youth Championship | AFF U-16 Youth Championship | AFF U-16 Youth Championship |
| Año                         | Ronda                       | J                           | G                           | E                           | P                           | GF                          | GC                          |
| --------------------------- | --------------------------- | --------------------------- | --------------------------- | --------------------------- | --------------------------- | --------------------------- | --------------------------- |
| 2002                        | 3º Lugar                    | 6                           | 3                           | 1                           | 1                           | 9                           | 8                           |
| 2005                        | Fase de grupos              | 2                           | 0                           | 0                           | 2                           | 3                           | 9                           |
| 2006                        | No participó                | No participó                | No participó                | No participó                | No participó                | No participó                | No participó                |
| 2007                        | 4º Lugar                    | 6                           | 2                           | 2                           | 2                           | 8                           | 7                           |
| 2008                        | 5º Lugar                    | 4                           | 0                           | 1                           | 3                           | 1                           | 11                          |
| 2009                        | Torneo Cancelado            | Torneo Cancelado            | Torneo Cancelado            | Torneo Cancelado            | Torneo Cancelado            | Torneo Cancelado            | Torneo Cancelado            |
| 2010                        | 4º Lugar                    | 4                           | 1                           | 0                           | 3                           | 2                           | 5                           |
| 2011                        | Fase de grupos              | 4                           | 0                           | 2                           | 2                           | 4                           | 8                           |
| 2012                        | No participó                | No participó                | No participó                | No participó                | No participó                | No participó                | No participó                |
| 2013                        | Finalista                   | 6                           | 2                           | 4                           | 0                           | 10                          | 4                           |
| 2014                        | Torneo Cancelado            | Torneo Cancelado            | Torneo Cancelado            | Torneo Cancelado            | Torneo Cancelado            | Torneo Cancelado            | Torneo Cancelado            |
| 2015                        | No participó                | No participó                | No participó                | No participó                | No participó                | No participó                | No participó                |
| 2016                        | No participó                | No participó                | No participó                | No participó                | No participó                | No participó                | No participó                |
| 2017                        | Fase de grupos              | 5                           | 1                           | 1                           | 3                           | 7                           | 13                          |
| 2018                        | Campeón                     | 7                           | 6                           | 1                           | 0                           | 23                          | 4                           |
| 2019                        | 3º Lugar                    | 7                           | 4                           | 2                           | 1                           | 15                          | 3                           |
| 2022                        | Campeón                     | 5                           | 4                           | 1                           | 0                           | 15                          | 2                           |
| Total                       | 11/16                       | 56                          | 23                          | 16                          | 17                          | 97                          | 74                          |